# Hohen Medewitz
Hohen Medewitz war eine wüste Feldmark südwestlich der Gemeinde Wiesenburg/Mark, die im Landkreis Potsdam-Mittelmark in Brandenburg liegt.

## Geschichte
Die erste urkundliche Erwähnung stammt aus dem Jahr 1388 als hoenmedewicz. Die Feldmark gehörte vor 1388 bis nach 1420 der Familie Seedorf und war 1409/1410 vermutlich schon wüst. Sie kam vor 1487 in den Besitz der Familie Brandt von Lindau und wurde dort 1592 erneut als hohen-medewitz wüste erwähnt. Vermutlich entstand auf der Gemarkung im 18. Jahrhundert die Kolonie Medewitzerhütten, seit 1974 ein Ortsteil der Gemeinde Wiesenburg/Mark.